# ماره‌به
ماره‌به (به ایتالیایی: Marebbe) یک کومونه در ایتالیا است که در تیرول جنوبی واقع شده‌است. ماره‌به ۱۶۱٫۶ کیلومتر مربع مساحت و ۲٬۹۱۱ نفر جمعیت دارد.